# Triraphaspis hymenophylli
Triraphaspis hymenophylli är en insektsart som beskrevs av Mamet 1959. Triraphaspis hymenophylli ingår i släktet Triraphaspis och familjen pansarsköldlöss.
Artens utbredningsområde är Réunion. Inga underarter finns listade i Catalogue of Life.